# Oh Shit!
Oh Shit! is een computerspel dat in 1985 werd ontwikkeld door Aackosoft en uitgegeven door Eaglesoft voor de MSX. Het spel is een Pac-Man-clone met gedigitaliseerde spraak. Als een monster de speler te pakken krijgt schreeuwt de computer Oh Shit. Het spel kan met het toetsenbord of de joystick gespeeld worden. Het spel is ook uitgebracht onder de titel Oh No!.